# Horia blairi
Horia blairi es una especie de coleóptero de la familia Meloidae.

## Distribución geográfica
Habita en Nueva Guinea (Oceanía).